# Trigonias
Trigonias és un gènere de rinoceronts extints que visqueren durant l'Eocè superior (Chadronià) a Nord-amèrica, fa aproximadament 35 milions d'anys.
És el rinoceront més antic del qual s'ha trobat un esquelet ben preservat. Trigonias mesurava uns 2,5 m de llargada i, tot i que mancava de banyes, s'assemblava molt als rinoceronts d'avui en dia. Tenia cinc dits (en lloc de tres, com els rinoceronts actuals) a les potes davanteres. El cinquè dit era vestigial.